# John Ross
|  | Aquest article tracta sobre el president de la nació cherokee. Si cerqueu un explorador àrtic, vegeu «John Ross (explorador àrtic)». |

John Ross (Turkeytown (territori Cherokee), Alabama, 3 d'octubre de 1790 - Oklahoma, 1 d'agost de 1866) o Tsan-Usdi (nom Cherokee) o també conegut com a Kooweeskoowee (nom d'un ocell), mestís d'escocès i president de la nació cherokee del 1828 al 1866. Va lluitar a la Guerra del 1812 amb els nord-americans i participà en la batalla de Horseshoe Bend contra els creek. Formà part del Consell Nacional Cherokee des del 1817 i fou un dels inspiradors de la Constitució Cherokee del 1827. Intentà oposar-se al Removal per vies jurídiques legals, però no se'n va sortir, i el president Andrew Jackson l'obligà a marxar a Oklahoma el 1838. Fou un dels organitzadors de la Cherokee Nation a Oklahoma, on hi continuà com a president, però no va poder evitar les lluites internes que l'enfrontaren als Boudinot, als Watie i als Ridge. Durant la Guerra civil nord-americana donà suport als Estats Confederats d'Amèrica juntament amb els creek, però el 1862 foren derrotats i invadits per les tropes federades. Ross es rendí i fou breument empresonat. Tot i així, continuà com a president cherokee fins a la seva mort.